# Nearcha anemodes
Nearcha anemodes là một loài bướm đêm trong họ Geometridae.